# سینکس
سینکس (انگلیسی: Synnex) شرکت فناوری اطلاعات آمریکایی است، که در سال ۱۹۸۰ توسط رابرت هاونگ تأسیس شد.